# 人中之龍 Of the End
《人中之龍 Of the End》是由世嘉所製作發行於PlayStation 3平台的人中之龍系列作之外傳動作冒險第三人稱射擊遊戲，原預計於2011年3月17日發售。但因為遭遇東北地方太平洋近海地震，而宣佈延期並且在2011年6月9日發售。

## 概要
於2010年9月9日發表，延續前作人中之龍4 傳說的繼承者模式，同樣以四名主角分別進行故事，四名主要角色為系列作中的桐生一馬、真島吾朗、秋山駿與鄉田龍司。除透過選秀會選出將在遊戲中登場的七名公關小姐外，亦延續系列作傳統，邀請藝人的場浩司、杉本哲太、栗山千明、石橋蓮司及池畑慎之介來擔任演出。本作戰鬥系統自原先一貫的徒手格鬥改為槍械射擊，並可對槍支進行合成改造；敵人成為殭屍及多種原創怪物，包括由藝人Terry伊藤、大衛·伊東和艾斯波伊東客串扮演的殭屍。
製作人名越表示，本作並非系列最終作，只是透過標題Of The End來描寫神室町遭遇宛如世界末日般的慘狀。

## 故事大綱
2011年4月，在亞洲最大的歡樂街——東京神室町內突然出現大量殭屍並且殺死大量居民。政府因此在神室町設置隔離圍牆，而隔離區內的殭屍也四處在街上漫無目的地遊蕩，使得神室町的街道籠罩在絕望和死亡的氛圍下。雖身陷巨大生化危機之中，仍有四位堅強不屈的男子毅然挺身對抗這場災難：「神室町避風港」的謎樣信貸業者秋山駿、被稱為「嶋野的狂犬」的獨眼黑道真島吾朗、沉寂良久終自困境覺醒的「關西之龍」鄉田龍司，以及曾在神室町創造無數奇蹟且多次拯救這條街道的「傳說的黑道」桐生一馬。四人在已成戰場的神室町中不停奔走，勇敢地面對這場看似沒有盡頭的惡夢，為了各自所要守護的事物，決心與眼前的未知開戰。

## 遊戲系統

### 槍戰
本作的最大特徴是由各主角使用專用槍械進行戰鬥，另外也能使用街上的槍或爆裂物。這時也可以切換成像是第一人稱射擊遊戲一樣的視點來攻擊敵人。基本操作是自動瞄準，但也可以自行瞄準並使出狙擊攻擊。遊戲中的手槍具無限彈數無限，但其它槍械有彈數限制而必須補充子彈。以往的極道技在本作中改成「熱血狙擊技」並能一舉消滅多個敵人，搭檔也可以幫忙戰鬥。遊戲另外保留空手格鬥及撿拾地上的武器進行攻擊的要素。

### 創造搭檔！
遊戲中的另一個要素是搭配拍檔。各主角所能得到的搭檔雖然有所不同，但隨著故事的進行，各人會互相會合並且可以自由搭配，就連酒店小姐也可以成為搭檔。玩家可以透過通關相關角色的事件或支線任務，以得到某名搭檔。

### 配置兵器
本作另外可以操作散置各地的戰車（車輛系）、迫擊砲（砲台系）及火焰噴射器（槍械類）等各種兵器。玩家也可操作推高機和投球機進行攻擊。

## 登場人物

### 重要角色
在系列作「4」中擔任主角的冴島大河和谷村正義僅於對話中被提及。谷村雖現況不明，但仍工作期間打麻將，冴島則是因故前往中國出差而不在神室町。
桐生一馬 - 黒田崇矢
2011年4月，42歲，人在沖繩的桐生接到一名神秘男子的恐嚇電話，為營救遭綁架的遙重返神室町，卻不知該地已成為殭屍滿布的隔離區。周遭開始出現大量無論被打倒多少次仍不斷站起的殭屍，在陸上自衛隊三等陸曹淺木美涼的幫助下逃離隔離區，過程中在地下道與已成為殭屍的真島組成員長濱友昭相遇，一開始明知徒手攻擊毫無作用，仍不願將槍口對準因憧憬自己而進入東城會的長濱。最後仍為使其脫離苦難而對其開槍。此後便決意拿起槍。在槍匠處與龍司重逢，在花商的指示下，兩人趕往綁架遙的近江連合直系鄉龍會第三代會長二階堂哲也與軍火商DD的所在地千禧塔頂樓。在擊敗DD的實驗體林弘的最終形態、及金狼與銀狼後。DD便將其研發的生化溶液死神注入二階堂體內，在死神的作用下，二階堂瞬間成為強大的生化怪物，使桐生陷入苦戰，在淺木的幫助下擊敗二階堂。事件後，與遙回到原本平和的日常生活。
使用武器：XK.50反器材狙擊步槍
秋山駿 - 山寺宏一
2011年4月1日，33歲，在與感冒的小花一同前去回收借款時被殭屍襲擊，便以槍將其制伏。次日因花病情加劇發燒，而打算前去柄本醫生處取藥的途中，被隔離牆擋住去路，此時遇見真島組組員長濱，在其請求下前往劇場地下DVD店取得武器後兩人一同設法通過隔離區。在長濱幫助下順利取得退燒藥後，回到瑟蕾娜卻發現小花不知去向，而後小花透過電話告知自己為躲避殭屍攻擊而藏匿在他處，找到小花後卻遭實驗體荒波吐攻擊。為了獲得相關情報而求助花商，在賽之河原與正在尋找遙的桐生相遇，得知殭屍事件的起因源自軍火商DD。之後，與桐生一同殲滅入侵賽之河原的殭屍和實驗體バサン，而後取代原先DD的直升機駕駛，在其試圖攀上繩梯逃脫時跳機，使其最後葬身於殭屍群中。事件結束後，天空金融恢復營運，仍因無心工作而繼續被小花斥責。
使用武器：兩把馬其頓手槍。(四代之後第二次可使用的角色)
真島吾朗 - 宇垣秀成
2011年4月，46歲。因為邊看殭屍電影邊與入侵辦公室的真正殭屍對戰，而極為興奮地開始自己的殭屍狩獵，擊退實驗體オンラキ後為保護受困神室町Hills的大吾而自願成為殭屍誘餌，在與殭屍交戰之時遭咬傷。之後前往花商處時在賽之河原與秋山相遇，根據花商情報，為尋找事件相關者近江連合的二階堂與DD，而與秋山一同前往吉田打擊中心，欲查清真相時被實驗體土蜘蛛攻擊，兩人將其擊敗後。卻被陸續湧進打擊中心的殭屍困住，此時鄉田龍司現身協助兩人脫困。之前雖一直隱藏自己的傷口，但因眼睛已經開始泛紅的緣故，意識到自己成為殭屍只是時間問題，於是開始獨自在隔離區內四處遊蕩並獵殺殭屍，而後在遇見桐生時告知自己已被咬傷的事實，要桐生在自己因此變成殭屍時務必殺死他後便離開，此時因眼前出現的桑拿靈光一閃，認為可以“通過代謝將殭屍毒物排出體內”。但因擅自對設備進行調整，導致桑拿爆炸，恢復意識後才想起受傷當時其實是被戴假牙的殭屍攻擊。至於身體不適及眼睛發紅的原因，則是因自己的花粉症所致。在事件結束後重建受損的神室町Hills。
使用武器：MarkⅡ.EXP。(系列作中第一次可使用該角色)
鄉田龍司 - 岩崎征實
在輸給桐生之後失去右臂，亦遭近江連合第六代會長處以破門處分，更因不斷被上門尋仇的人追殺而自暴自棄四處流浪，而後在神室町的槍匠為其改造右臂，看著自己的右臂時對自己過往所作所為感到後悔，最後在與章魚燒老闆相遇時決定拜師學習章魚燒的製作後，結束流浪。2011年4月，34歲。在神室町爆發殭屍事件前，過去曾是自己小弟的第三代鄉龍會會長二階堂哲也，試圖說服龍司重返近江連合。但被其婉拒。在看過二階堂的舊據點的地圖後，確信此次事件是由二階堂造成，打算與二階堂當面對質而前往其事務所時，遭過去下屬林弘攻擊。之後得知二階堂綁架遙，自己的師傅也因DD的生化改造而變成怪物，於是不得不手刃對有恩於己的師傅。之後由於槍械義手受損，前往槍匠處而與桐生再次相見後，決心阻止二階堂的陰謀作為交代，便與其一同前往千禧塔頂層。在二階堂變為巨大生化怪物而導致頂層天花板坍塌之時，挺身保護遙，因而無法動彈的他請求桐生務必阻止二階堂。事件結束後，繼續章魚燒店的營運。
使用武器：手臂格林機槍。
堂島大吾 - 德重聰
出席神室町Hills開幕儀式時突遭殭屍襲擊，與真島一同受困大樓內，兩人與東城會成員奮力抵抗不斷入侵的大批殭屍，並帶領倖存者前往賽之河原避難，最後與真島一起重建神室町Hills。
在真島篇支線任務中，為引出神室町大樓內的殭屍而被迫變裝為女性以扮演真島女友。
二階堂哲雄 - 的場浩司
在龍司被組織驅逐後，成為近江聯盟直系鄉龍會第三代會長。為人不但有迫力，還有著相當細膩的頭腦，使他在組織裡獲得相當的地位，過去也以鄉田的左右手的身分而活躍著。
2011年3月跑去拜訪龍司而希望他回來組織，卻被龍司拒絕而黯然離去。於是為了讓龍司回歸以及消滅東城會，和D.D一起策畫製造這場神室町的殭屍危機並且綁架遙，企圖引出桐生來殺死他。最後遭到D.D的背叛而被他施打病毒變成完全體怪物，並且被桐生以反戰車火箭彈殺死。
林弘 - 菅田俊
由於二階堂在鄉龍會抬頭，使他失去在組織裡面的地位，於是打算離開組織單獨行動並因此發現二階堂的陰謀，結果被他施打病毒而變成實驗體怪物，從而不斷襲擊東城會的各組織事務所，造成這次的殭屍危機。最後向桐生與龍司說明整起真相後而死。
澤村遥 - 釘宮理惠
2011年3月,某日遙因接到自小長大的育幼院向日葵的邀請函，而自沖繩前往神室町的途中遭二階堂綁架。最後在桐生與龍司的幫助下，順利獲救。
淺木美涼（あさぎ　みすず）- 栗山千明
陸上自衛隊三等女性士官。
由於同伴受困隔離區內，而自願進入隔離區中並且親手解救桐生，之後與桐生等人合作，希望能解救神室町的危機，在桐生與怪物化的二階堂交戰時，親自搭直升機送武器給桐生。
最後在危機解除，軍隊撤離神室町時，遇見桐生和遙並且與他的同事們一起向他們感謝致敬。
老闆（おやっさん）- 石橋蓮司
一個人在神室町中開章魚燒店。雖為江戶之子，但擁有讓關西人為之折服的實力。
儘管個性頑固且出言不遜，卻富有人情味，將龍司視為自己的接班人，在神室町發生殭屍危機後下落不明。
再度出現在龍司面前時，卻已因DD的改造成為章魚般的實驗體怪物，而對龍司進行攻擊，最後被龍司透過其過去教導的章魚致命處了結性命。
長濱友昭(ながはま ともあき) - 杉本哲太
真島組的末端組織成員。因為崇拜「堂島之龍」的桐生而加入東城會，但自身缺乏黑道該有的強悍，由於熟知神室町的「好地方」與秘道而受到幹部們的照顧。遇見秋山後助其前往柄本醫院取藥。後來雖有幸見到自己的偶像桐生，但為使讓地面的倖存者得以逃往賽之河原避難，自願作餌而遭咬傷，在殭屍化後轉為攻擊桐生，最後被桐生親手殺死。
DD - 池畑慎之介
本名不詳，日裔美籍的武器商，穿著一身的白色西裝。在非洲發現一種新病毒能毫無痛苦地殺死人類並且也能改變人體，之後透過二階堂的贊助與合作而加以改良開發成叫作「塔納托斯」的病毒兵器。
由於職業之故而親眼見過人們痛苦地生活及死去，因此企圖透過販賣病毒讓人們得到毫無痛楚的死亡，但其計畫被桐生等人阻止，正當欲搭乘直升機脫逃時，秋山使計讓直升機墜毀，最後與他的病毒以及其製造出來的殭屍們一起在爆炸中死去。
槍匠（ガンスミス） - 石塚運昇
高齡七十歲的武器改造專家。雖以義肢裝設的名義為業，但實際上也承接非法改造槍隻的工作。
四年前受遭追殺的龍司所託，將其右手改裝成成可變機槍的武裝義肢，兩人也因此成為好友。另外在桐生與淺木的求助下，將反器材狙擊槍賣給桐生作為他的專用武器。
長谷川麗子（はせがわ れいこ）
生物學家，打扮性感而且個性高傲冷酷。會請求各主角幫助她完成指令及特務，取得資料來研究殭屍。
由於被桐生斥責她的言行，對他產生好感。之後向桐生表明自己的雙親也是是生物學家，由於為了某個武器商人(被認為是指D.D)研究病毒並且加以開發改良，而失蹤，於是她為了替雙親所製造的病毒造成的危機負責，而從美國來到神室町並且在桐生替他解決事情後，而再次約定要一起喝酒。

### 搭檔
《OTE》中登場的不同角色，能在通過某些支線任務讓他們成為同伴。
劍堂凱
《OF THE END》中的新角色，以秋山的搭檔身分出現。武器是散彈槍。
為了與所愛的人-霞的約定、，於是在出獄後在劇場前廣場等待她的到來並且遭到隔離。之後被前來救援的秋山告知「霞在外面」而與秋山一起脫逃。脫逃後由於秋山幫他和霞解決了自己的債務和好友的事情，為了要報恩，於是願意擔任秋山的搭檔。親密度低且體力少時，會不聽指示隨意亂開槍。
真理奈
《OF THE END》中的新角色，以秋山的搭檔身分出現。武器是輕量化的9mm手槍。
職業是秋山經營的酒店「ELISE」的酒店小姐。過去擔任過救生員，正義感很強。對於殭屍在他眼前攻擊人類而無法救人，因此感到後悔。後來親自將這分悔恨化作來幫助他人的意志，並且在救出曾背叛過自己的好友後，而願意擔任秋山的搭檔。親密度低時，會陷入驚嚇而不聽指示。
黑鷹
《OF THE END》中的新角色，以真島的搭檔身分出現。武器是狙擊槍。
黑鷹是其稱號而非本名。是個擅於使用狙擊槍的國際殺手、由蓋瑞推薦給真島擔任搭檔。由於一心想換成殺殭屍而與真島一起進入隔離區戰鬥。之後將錄有麻倉遺言的錄影帶送給他的妻兒而展現了他的另一面。實際上非常重視人情義理，所以當麻倉的兒子恭一進入隔離區要找父親時，還緊張地與真島一起去救他。之後才知道原來他和恭一一樣都有個殉職的刑警父親，並且讓他花了十天才能忘懷這件事。親密度低且體力少時，命中率會大幅下降。
俊雅
《OF THE END》中的新角色，以龍司的搭檔身分出現。武器是5.56口徑突擊步槍。
職業是「星塵」的牛郎。雖然個性膽小，但為了救自己的在店內的後輩而向上山請求提供給他武器而且巧遇龍司而得到他的援助，之後受到龍司的幫助順利救出自己的後輩並且克服自己的膽小而願意擔任他的搭檔。親密度低且體力少時，會害怕得蹲下來不願作戰。

## 外部連結
- 人中之龍 OF THE END 官方網站 （页面存档备份，存于）